# Pol Chevalier
Pol Chevalier, né le 12 octobre 1861 à Revigny (Meuse) et mort le 11 février 1935 à Bar-le-Duc (Meuse), est un homme politique français.

## Biographie
Fils de greffier du tribunal civil de Bar-le-Duc, il devient avoué auprès de ce tribunal en 1888. En 1902, il est élu conseiller général dans le canton de Bar-le-Duc avec la bienveillance de la droite. Il est alors proche de la mouvance nationaliste de Henry Ferrette et de l'Action libérale populaire. En 1904, il est élu conseiller municipal de Bar-le-Duc et en 1906, il conduit une liste catholique libérale contre les sénateurs sortant républicains dont Raymond Poincaré, c'est cependant un échec pour Chevalier. Il lance l'année suivant un journal, Le Républicain de Bar-le-Duc, pour soutenir les candidatures conservatrices dans les années qui suivent dont la même année pour les cantonales où Chevalier est réélu contre un radical-socialiste puis en 1908 il gagne à nouveau les municipales mais sa liste obtient la majorité des sièges et il devient maire de Bar-le-Duc de 1908 à 1912, année où malgré sa réélection il ne se représente pas à la mairie. En 1913, il est réélu avec 80 % des voix aux cantonales mais siège dans la minorité conservatrice. Il est aussi président de la Société d'agriculture de la Meuse, le président honoraire de la Société horticole maraichère et viticole de Bar-le-Duc et membre du conseil d'Hygiène départemental. Il est aussi le président du conseil des directeurs de la caisse d'épargne de Bar-le-Duc.
Durant la Première Guerre mondiale, il s'occupe de ses concitoyens, créant un « foyer du soldat » et une « maison des parents » pour aider les familles à rendre visite les militaires blessés. En 1916, il organise l'accueil des réfugiés de Verdun et obtient la Légion d'Honneur et après la guerre, retrouve son poste de maire en 1919 sans opposition.
André Maginot l'appelle comme candidat pour les sénatoriales de 1920 avec Raymond Poincaré et René Grosdidier, Chevalier ne s'étant jamais mêlé aux excès des nationalistes du début du siècle, et se montre très actif à la commission de la législation civile et criminelle, ainsi qu'à celle de l'administration générale. Il démissionne de son mandat de maire et s'inscrit au Sénat dans Union républicaine, mais reste proche de l'Union républicaine et démocratique. 
Dans les années 30, il soutient la suffrage des femmes en déposant une proposition en 1931 pour permettre à celles-ci de devenir notaires et avoués et en 1932, il se prononce pour le droit de vote des femmes et le vote obligatoire.  

## Décoration
- Chevalier de la Légion d'honneur (1re février 1918)

## Sources
- « Pol Chevalier », dans le Dictionnaire des parlementaires français (1889-1940), sous la direction de Jean Jolly, PUF, 1960 [détail de l’édition]
- Dir. Jean El Gammal, François Roth et Jean-Claude Delbreil, Dictionnaire des Parlementaires lorrains de la Troisième République, Metz, Serpenoise, 2006 (ISBN 2-87692-620-2, OCLC 85885906, lire en ligne), p. 206-207